# Borée (Waterhouse)
Pour les articles homonymes, voir Borée (homonymie).
Borée est un tableau peint par John William Waterhouse en 1903. Il représente Borée, la personnification grecque du vent du nord et mesure 94 cm de haut sur 69 cm de large. Longtemps perdu, le tableau est réapparu dans les années 1990 et conservé dans une collection privée.